# Sant Adornin de Pionçac
Le Quartier és un municipi francès situat al departament del Puèi Domat i a la regió d'Alvèrnia-Roine-Alps. L'any 2007 tenia 217 habitants.

## Demografia

### Població
El 2007 la població de fet de Le Quartier era de 217 persones. Hi havia 116 famílies de les quals 50 eren unipersonals (17 homes vivint sols i 33 dones vivint soles), 37 parelles sense fills, 17 parelles amb fills i 12 famílies monoparentals amb fills.
La població ha evolucionat segons el següent gràfic:
Habitants censats

### Habitatges
El 2007 hi havia 221 habitatges, 115 eren l'habitatge principal de la família, 73 eren segones residències i 32 estaven desocupats. 214 eren cases i 2 eren apartaments. Dels 115 habitatges principals, 102 estaven ocupats pels seus propietaris, 8 estaven llogats i ocupats pels llogaters i 4 estaven cedits a títol gratuït; 2 tenien una cambra, 5 en tenien dues, 22 en tenien tres, 26 en tenien quatre i 60 en tenien cinc o més. 78 habitatges disposaven pel capbaix d'una plaça de pàrquing. A 60 habitatges hi havia un automòbil i a 41 n'hi havia dos o més.

### Piràmide de població
La piràmide de població per edats i sexe el 2009 era:
| Homes | Edats   | Dones |
| ----- | ------- | ----- |
| 0     | 95 o +  | 0     |
| 0     | 90 a 94 | 4     |
| 8     | 85 a 89 | 4     |
| 4     | 80 a 84 | 12    |
| 4     | 75 a 79 | 4     |
| 8     | 70 a 74 | 16    |
| 0     | 65 a 69 | 12    |
| 8     | 60 a 64 | 4     |
| 8     | 55 a 59 | 4     |
| 4     | 50 a 54 | 8     |
| 12    | 45 a 49 | 4     |
| 12    | 40 a 44 | 4     |
| 8     | 35 a 39 | 8     |
| 12    | 30 a 34 | 8     |
| 4     | 25 a 29 | 0     |
| 0     | 20 a 24 | 0     |
| 0     | 15 a 19 | 0     |
| 12    | 10 a 14 | 0     |
| 4     | 5 a 9   | 4     |
| 0     | 0 a 4   | 4     |

## Economia
El 2007 la població en edat de treballar era de 130 persones, 83 eren actives i 47 eren inactives. De les 83 persones actives 74 estaven ocupades (46 homes i 28 dones) i 9 estaven aturades (3 homes i 6 dones). De les 47 persones inactives 28 estaven jubilades, 7 estaven estudiant i 12 estaven classificades com a «altres inactius».

### Ingressos
El 2009 a Le Quartier hi havia 102 unitats fiscals que integraven 208 persones, la mediana anual d'ingressos fiscals per persona era de 13.961 €.

### Activitats econòmiques
Dels 4 establiments que hi havia el 2007, 1 era d'una empresa de fabricació d'altres productes industrials, 1 d'una empresa de construcció, 1 d'una empresa de transport i 1 d'una empresa d'hostatgeria i restauració.
L'únic servei als particulars que hi havia el 2009 era un paleta.
L'any 2000 a Le Quartier hi havia 22 explotacions agrícoles que ocupaven un total de 1.139 hectàrees.

## Poblacions més properes
El següent diagrama mostra les poblacions més properes.